# NovaSIM
NovaSIM — оператор міжнародних туристичних сім-карт, надає послуги міжнародного мобільного зв'язку.
Компанія заснована 2010 року. NovaSIM пропонує зону покриття 180 країн і 131 країн з безкоштовними вхідними дзвінками (дані на 28 травня 2015 р.).

## Послуги

### Голосові послуги
- Голосовий зв'язок
- Інтернет дзвінки (SIP)
- Голосова пошта

### Послуги обміну повідомленнями
- SMS

### Послуги передачі даних
- EDGE
- GPRS
- Отримання факсів

### Додаткові послуги
- Збереження українського номера
- Переадресація дзвінків
- Груповий номер
- Послуга «Передзвони мені»
- Заборона визначення номера
- До п'яти номерів на одній сім-карті

## Номерна ємність
Оператор NovaSIM має мережевий код +371 222xxxxx та +371 210xxxxx.

## Участь у виставках
6-8 жовтня 2010 р. компанія NovaSIM брала участь у київській виставці «17 Міжнародний туристичний салон „Україна 2010“» на території Міжнародного виставкового центру. Налагоджено зв'язки з турфірмами, висвітлено переваги компанії у сфері міжнародного мобільного зв'язку.

## Джерело
- Офіційний сайт NovaSIM [Архівовано 3 квітня 2011 у Wayback Machine.]